# Giancarlo Boncori
Giancarlo Boncori (Roma, 22 luglio 1963) è un ex giocatore di calcio a 5 e calciatore italiano.

## Carriera

### Calcio
Cresciuto nelle giovanili della Lazio, milita in seguito nel Latina e poi per quattro stagioni nella Lodigiani, contribuendo alla prima promozione del club in Serie C2 nel 1983 e vincendo nello stesso anno la Coppa Italia Dilettanti. Chiude la carriera nel calcio a 11 con un biennio nel Tuscania ed un anno al Tivoli.

### Calcio a 5
Utilizzato nel ruolo di centrale, come massimo riconoscimento in carriera ha la partecipazione con la nazionale italiana di calcio a 5 al FIFA Futsal World Championship 1992 ad Hong Kong dove gli azzurri sono stati eliminati al primo turno della manifestazione per mano di Paesi Bassi e Iran.

## Palmarès

### Calcio
- Campionato Interregionale: 1

Lodigiani: 1982-1983
- Coppa Italia Dilettanti: 1

Lodigiani: 1982-1983

### Calcio a 5
- Campionato italiano: 2

BNL: 1991-1992, 1995-1996
- European Champions Tournament: 1

BNL: 1995-1996